# Bartolomeo Ghetti
Bartolomeo (o Baccio) Ghetti (... – 1536) è stato un pittore rinascimentale italiano che solo recentemente è emerso grazie a una ricerca storica.

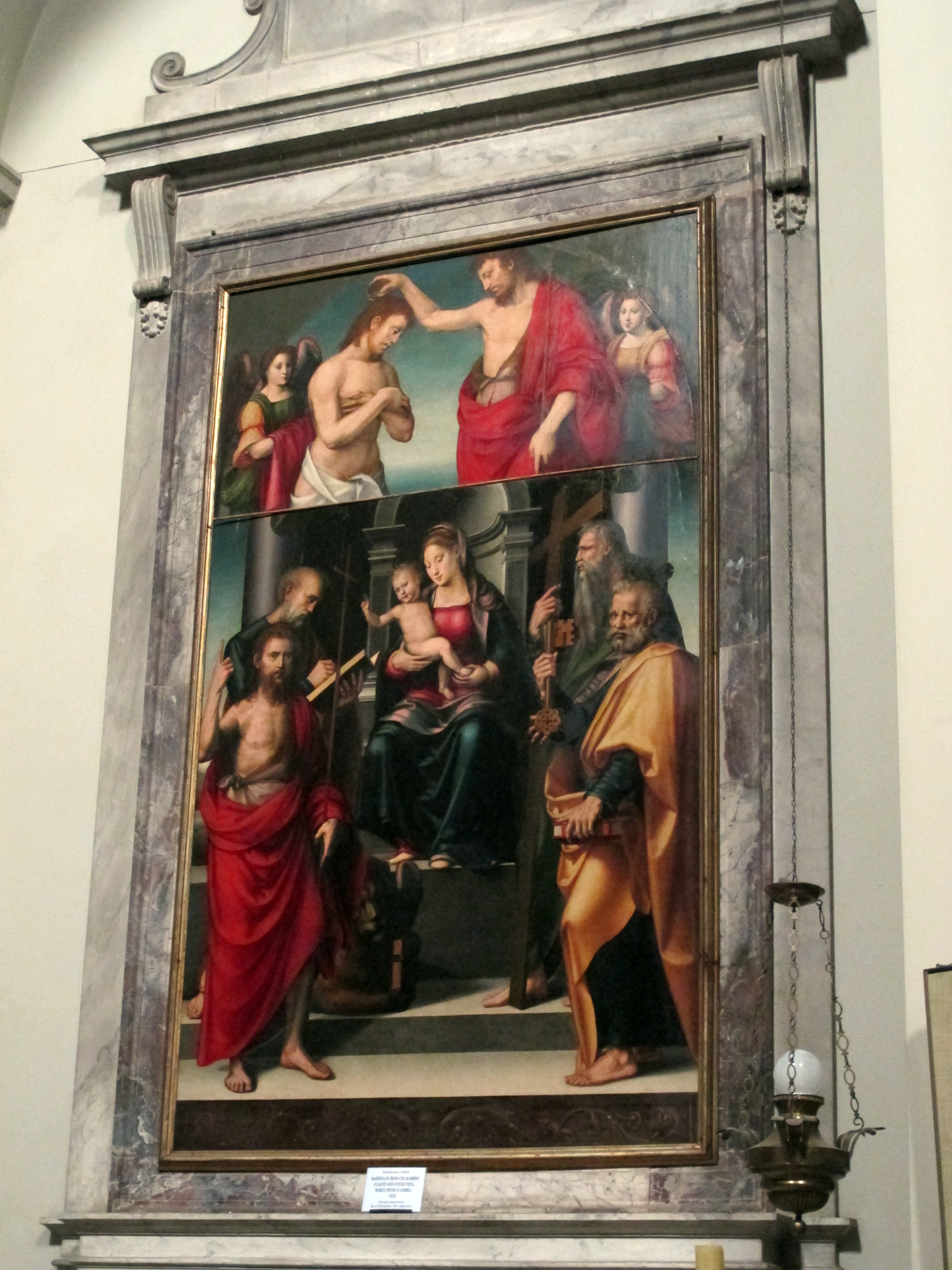

Le informazioni finora pervenuteci riguardo alla carriera di Ghetti si basano principalmente su una breve nota di Giorgio Vasari, contenente poche menzioni nei documenti e una mezza dozzina di dipinti minuziosamente rifiniti. Vasari accenna brevemente a Ghetti, che egli chiama "Baccio Gotti" nelle Vite, descrivendolo come un allievo di Ridolfo del Ghirlandaio e affermando che lavorò in Francia alla corte del re Francesco I.
Nessuna delle opere di Ghetti era nota fino al 2003, anno di pubblicazione (da Louis Alexander Waldman, sul Burlington Magazine) di documenti che dimostrano che l'artista dipinse e restaurò una serie di opere per la chiesa di San Pietro a Selva, nei pressi di Malmantile nella valle dell'Arno inferiore. L'unico dipinto del XVI secolo nella chiesa è una lunetta affrescata raffigurante la Madonna col Bambino. Waldman ha individuato questo dipinto come opera del Maestro della Carità di Copenaghen, un artista anonimo influenzato da Ridolfo del Ghirlandaio (il nome deriva dalla sua opera più bella, una allegoria della Carità che ora si trova nel Statens Museum for Kunst, a Copenaghen). Le coincidenze tra il dipinto e il documento portarono lo studioso all'identificazione del Maestro della Carità di Copenaghen come Bartolomeo Ghetti.

## Carriera di Ghetti tra Francia e Firenze
Ghetti può quasi certamente essere identificato con il pittore e miniaturista "Barthélemy Guéty" che si ritrova in certi documenti di pagamento risalenti alla corte di Francesco I. Da questi si evince che Ghetti aveva già lavorato per Francesco I prima del 1515, e che il pittore ricevette pagamenti e stipendi come pittore di corte e cameriere nel 1519 e tra il 1521 e il 1532. Le registrazioni dei pagamenti rivelano che, insieme a Matteo del Nassaro, Ghetti ha progettato il ricco set di tendaggi, con soggetti tratti dalle Bucoliche di Virgilio, che sono state prodotte per decorare una cosiddetta Chambre Verte nel 1521. Ulteriori pagamenti da parte del re francese risalgono tra il 1528 e il 1529. Egli ha continuato a produrre immagini e miniature per il re anche nel 1532, quando Francesco I pagò 300 scudi "pour deux patrons, par lui fais où sont figurés et painctz histoires plusiers de poésie, satire et nimphes, que le Roy a fait demourer en la salle du jeu de paulme du Louvre "(possibilmente cartoni per arazzi) e per due versioni del Libro delle Ore. Ghetti ha ricevuto un donativo dal re nel mese di aprile del 1532, registrato in un documento che indica che Francesco I sperava con questo mezzo di farlo rimanere alla sua corte: "par forme de pention et bienfaict, et pour s'entretenir à son service".
Ghetti deve aver viaggiato tra Firenze e la Francia più volte nel corso della sua carriera, come indicato dal documento che registra la sua presenza in entrambi i luoghi. Anche se, come abbiamo visto, ha lavorato per Francesco I, prima del 1515 "Bartholomeus Zenobii Ghetti" era presente ad una riunione della fiorentina Compagnia di San Jacopo, detto "La Sgalla" il 1º gennaio 1516 (stile moderno). Egli ha probabilmente lavorato in Francia per un periodo considerevole nel corso degli anni tra il 1516 e il 1524, durante i quali non vi è alcuna documentazione che segnala la sua presenza in Italia. Nel 1525, però, Ghetti era di nuovo a Firenze, dove fu pagato dalla Compagnia di San Luca e fu registrato nei libri di un'altra confraternita fiorentina, la Compagnia di San Sebastiano. Nello stesso anno la Compagnia di San Giovanni di Fucecchio ha deciso di commissionare una pala d'altare per il loro oratorio, che Ghetti avrebbe successivamente eseguito (l'unica delle sue tante opere ad esserci sopraggiunta). Nel 1527 l'artista fu impegnato in una disputa con il rettore di San Pietro a Selva (nei pressi di Malmantile) riguardo ad un lavoro che aveva di recente eseguito per quella chiesa. Egli nominò un procuratore a Firenze nel maggio del 1528, senza dubbio al fine di tornare in Francia. Come è noto, la sua presenza presso la corte di Francesco I viene più tardi documentata, nello stesso anno e nel 1529. Sembrerebbe che il pittore sia tornato definitivamente a Firenze nel periodo tra la sua ricezione del donativo nel 1532 dal re di Francia (che alla fine non raggiunse il suo scopo) e il 7 dicembre 1533, quando, come rivela un nuovo documento, Ghetti appare sui documenti di adesione di una confraternita fiorentina, la Compagnia dello Scalzo. La lettera di Antonio Mini che nomina Ghetti, citata in precedenza, potrebbe essere proprio causata dal ritorno definitivo del pittore a Firenze, dove una serie di documenti confermano la sua presenza a Firenze tra il 1535 e la sua morte (avvenuta intorno giugno del 1536).

## Impiego come miniaturista di manoscritti in Francia
Nel 1894 Durrieu e Marquet de Vasselot ,speculativamente identificarono "Barthélemy Guéty" (che si pensava fosse stato francese) come possibile miniaturista di tre manoscritti miniati, due dei quali sono stati eseguiti per Francesco I e sua madre, Luisa di Savoia. I volumi sono: Eroi di Ovidio nella traduzione francese di Octavien de Saint-Gelais, un manoscritto la cui provenienza è sconosciuta; uno Oraisons de Cicero en François prodotti per Francesco I, e la Faicts et gestes de la Royne Blanche d'Espagne scritta e miniata per Luisa. Il Cicerone contiene una sola miniatura raffigurante Francesco I alla Battaglia di Marignano e il Faicts et gestes comprende una miniatura unica che raffigura Luisa di Savoia, in veste di Bianca di Castiglia in trono e accompagnati da un invalido (forse a simboleggiare la sciagura dello Stato dopo aver subito la morte del re).L'opera Eroi di Ovidio è riccamente illustrata: le sue ricche miniature ornamentali posseggono un innegabile gusto italiano, in particolare nei paesaggi profondamente sfuggenti e nelle architetture ornate all'antica. Le eleganti donne di corte raffigurate nelle miniature, con il volto ovale, la fronte alta, e le acconciature elaborate presentano una certa affinità con le figure femminili dei dipinti su tavola di Ghetti . Vi è una notevole somiglianza nel modo in cui le figure tendono a essere ridotte a solidi geometrici, accuratamente modellati con luci e ombre. Le figure femminili tendono verso il robusto e le mani presentano tratti della stessa angolarità trovata nell'opera della tavola di Ghetti. Tali suggestivi confronti visivi ci inducono a pensare che le miniature nei tre manoscritti meritano ulteriori indagini in quanto possibili opere di Ghetti.

## Opere a Fucecchio
Le opere più grandi di Ghetti sono la Madonna e il Bambino con San Giovanni il Battista, Marco, Andrea e Pietro e il Battesimo di Cristo, ora nella Collegiata di Fucecchio. Questo lavoro è stato ovviamente ammirato dai primi spettatori, dal momento che una copia parziale dell'opera realizzata nel 1641 da Andrea di Giovan Battista Ferrari esiste presso la vicina chiesa di San Bartolomeo a Gavena. Più di recente, Sydney Freedberg ha giustamente dichiarato la pala d'altare di Ghetti di Fucecchio un'opera di 'grande forza e originalità' (anche se erroneamente attribuì il dipinto a Francesco Granacci). 
Il mecenate e la data di creazione della pala d'altare di Ghetti a Fucecchio sono identificati da una deliberazione inedita nei registri di una confraternita della città, la Compagnia di San Giovanni Battista, datata 10 giugno 1525. La Compagnia, la cui residenza era adiacente alla Collegiata di Fucecchio, ha nominato tre dei suoi membri come procuratori, per commissionare un nuovo dipinto su tavola, adatto ed elegante per l'altare della detta Compagnia, con figure e ornamenti che avrebbero dovuto essere adatte ai suddetti procuratori. I procuratori avevano inoltre il potere di negoziare il prezzo delle nuove pale d'altare che commissionavano. Con ogni probabilità commissionarono la pala d'altare di Ghetti poco dopo la deliberazione presentata nell'estate del 1525, e la lunetta di San Pietro a Selva fu probabilmente dipinta non troppo tempo prima del laudum di settembre del 1527: le somiglianze tra le due opere sono facilmente identificabili. Insieme, queste due opere rappresentano le pietre angolari su cui ogni cronologia dello sviluppo stilistico di Ghetti dovrebbe essere fondata.
Un passaggio nello statuto del 1541 della Compagnia di San Giovanni Battista a Fucecchio rivela che l'altare del loro oratorio, adiacente alla Collegiata, sconsacrata nel tardo XVIII secolo, conteneva una doppia dedica alla Vergine e a San Giovanni Battista. Dal momento che San Giovanni appare visibilmente sia nella Madonna con Bambino a Fucecchio,sia nel Battesimo, si può presumere che entrambi questi dipinti su tavola siano stati fatti per essere posizionati sopra l'altare dell'oratorio della Compagnia di San Giovanni Battista. 
Il formato originale della pala di Fucecchio non è del tutto certa, anche se è probabile che la lunetta con il Battesimo di Cristo sia stata sempre posta sopra il pannello inferiore raffigurante la Madonna con Bambino e Santi. Entrambi i dipinti su tavola sono stati tagliati drasticamente dalle loro dimensioni originali, e la lunetta - apparentemente ridotta in un piccolo formato ad arco in data sconosciuta - è stata successivamente reintegrata con pennacchi nuovi al fine di formare un rettangolo. Un inventario delle opere d'arte trasferite alla Collegiata di Fucecchio per l'Opera di San Salvatore, dopo la soppressione di quest'ultima dal Granduca Pietro Leopoldo (2 giugno 1790) descrive la pala nella sua attuale configurazione, con il Battesimo di Cristo sopra la Sacra Conversazione. La situazione generale delle opere viene descritta dall'inventario come 'mediocre'. Ciò riguarda lo stato di conservazione della superficie, come la vediamo oggi: i risultati di una precedente pulizia della superficie sono stati resi visibili nel corso di un restauro da parte di Sandra Pucci nel 1995.
La composizione della pala d'altare di Ghetti a Fucecchio - con la Vergine su un trono elevato e coperto da un baldacchino, posto contro l'abside colonnato e fiancheggiata da santi in piedi - riflette l'opera incompiuta di Raffaello,la Madonna del Baldacchino, un lavoro che ha gettato una grossa ombra nella pittura fiorentina del primo Cinquecento. Ghetti copiò la figura di San Pietro in basso a destra dall'opera di Granacci intitolata Madonna con Bambino e Santi Giovanni il Battista, Nicola da Bari, Antonio Abate e Pietro a Montemurlo - curiosamente, la stessa immagine che il suo collega fiorentino Giovanni Larciani aveva copiato nella sua pala d'altare a Fucecchio solo pochi anni prima. 
Proprio come la sua opera nei dintorni di San Pietro a Selva,l'opera commissionata a Ghetti a Fucecchio potrebbe esser arrivata (in parte, almeno) per mezzo di legami familiari locali. Le registrazioni archivistiche rivelano che una monaca fiorentina di nome Margherita di Domenico Ghetti - molto probabilmente un parente del pittore – visse nel convento delle Clarisse Sant'Andrea a Fucecchio almeno da aprile 1529 fino alla fine del 1530, facendo la badessa nel 1531-32. Le circostanze rivelano un legame ancestrale tra la famiglia di Ghetti di Firenze e la città di Fucecchio. In ogni caso, l'ampiezza dell'attività di Bartolomeo Ghetti nella valle dell'Arno inferiore rivela che la sua famiglia possa aver avuto radici in questa regione. Allo stesso modo,ci sono legami plausibili con i contemporanei Ghetti: Larciani, che trovò un mercato di sbocco per le sue opere nella valle dell'Arno dalla quale i suoi antenati erano emigrati a Firenze. Inoltre, Rosso Fiorentino, che migrò durante questo periodo ad Arezzo e dintorni - da una di queste città, anni prima, suo padre era emigrato a Firenze.

## L'opera perduta:La Madonna col bambino e San Giovanni
Louis Alexander Waldman ha attribuito proprio a Bartolomeo Ghetti un dipinto su tavola raffigurante la Madonna con il Bambino e San Giovanni, di proprietà del Seminario Patriarcale di Venezia. Anche se questa immagine scomparve misteriosamente dalla Pinacoteca del Seminario pochi decenni fa, l'opera fu molto fotografata, a causa di un'attribuzione a Raffaello, e sulla base di una fotografia di Alinari, risalente ai primi anni del Novecento, è stato possibile identificare il vero autore del dipinto, con un più che ragionevole grado di certezza. 
L'opera perduta della Madonna e il Bambino, che misura 54 x 50 cm, fa parte della collezione storica del marchese Federico Manfredini (1743-1829), il consigliere dei ricchi e influenti Granduchi di Toscana. Nato nella nobiltà di provincia a Rovigo nel 1743, Manfredini salì alla ribalta come comandante militare al servizio austriaco. La sua carriera alla corte toscana di Lorena ha avuto inizio nel 1776, quando il Granduca Pietro Leopoldo lo incaricò tutore dei suoi figli. Sotto il regno del figlio e successore di Pietro Leopoldo, Ferdinando III, Manfredini è stato nominato Maggiordomo Maggiore, e in questa veste, con Napoleone nel 1797, è riuscito brevemente a conservare l'indipendenza del Granducato. Costretto a fuggire con il suo sovrano prima del regno di Napoleone, solo due anni più tardi, Manfredini cadde in disgrazia e fu esiliato in Sicilia. Nel 1803, quando Ferdinando III fu compensato per la perdita della Toscana, con il titolo di Principe Elettore e duca di Salisburgo, Manfredini ritornò alla sua posizione precedente alla corte granducale. Egli si ritirò dalla vita pubblica, ufficialmente a causa di un incidente a cavallo, nel 1805, vivendo in un primo momento a Padova e, successivamente, nella sua villa a Campo Verardo, nella terraferma veneziana, dove morì nel 1829.
Secondo i primi autori, la Madonna con il Bambino e San Giovanni proviene dalla collezione granducale di Palazzo Pitti, da cui l'immagine - già recante l'attribuzione ottimista a Raffaello - è stata presentata al Manfredini dal Granduca Pietro Leopoldo di Toscana. La fotografia di Alinari mostra la parte interna della cornice dorata dell'opera, costituita da una modanatura di gola e, intorno ad essa, una fila di perle allungate. Ciò è facilmente deducibile dalla cornice standard da collezionista data da Manfredi a molti dei suoi dipinti, e che ancora oggi abbellisce gran parte dei dipinti nel Seminario di Venezia. La celebrità del "Raffaello" di Manfredini è attestata dalla presenza di una copia, nota solamente grazie a una vecchia fotografia nella fototeca di Berenson. Una nota sul retro indica che si tratta di una tela che faceva parte della collezione di Carlo Foresti a Milano nell'ottobre del 1926. Questa versione è liscia e lucida, e rivela che probabilmente si tratta di una copia creata intorno alla fine del XVIII secolo o all'inizio del XIX - forse come un sostituto per l'originale che è stato donato da parte del Granduca.
L'attribuzione a Raffaello di tale dipinto perdurò per oltre un secolo dopo che Manfredini lo acquistò, continuando ad apparire (ma con un punto interrogativo) sulla fotografia di Alinari risalente ai primi del Novecento. Charles Le Brun percepì in quest'opere l'emergere del primo vero stile individuale di Raffaello, dopo che l'artista si allontanò dallo stile di Perugino. Questa tesi fu sostenuta da Edwards nel suo inventario del 1809, dall'ispettore di polizia e artista dilettante Antonio Neu Mayr (o Neumayr) nel suo trattato sulla pittura italiana del 1811 e nel suo Mazzolino pittorico del 1836, e da Giannantonio Moschini nel suo catalogo del 1842. La Guida del visitatore artista, opera anonima del 1912, ha aperto la questione se includere Raffaello o qualche altro allievo del Perugino, mentre nel 1916, il saggio di Giovanni Costantini sulla raccolta di Manfredini ha ribadito l'attribuzione tradizionale con un punto interrogativo. L'attribuzione a Bachiacca è stato sostenuta da Adolfo Venturi nella sua monumentale Storia dell'arte italiana, che è stata accettata da Roberto Salvini e da Berenson nella prima versione pubblicata della sua lista. Nell'edizione italiana del 1936, Berenson riconsiderò il problema e proposel'attribuzione a Domenico Puligo, che venne messa in discussione nell'edizione postuma del 1963. L'identificazione non è stata accolta nella letteratura su Puligo, tra cui il recente catalogo sulle opere dell'artista a cura di Elena Capretti. 
Guide alla collezione rivelano che il dipinto scomparve dal Seminario alla fine degli anni '60. Sembra altamente probabile, tuttavia, che l'immagine sparì dalla Pinacoteca del Seminario fin dalla Seconda guerra mondiale, quando una considerevole quantità di cimeli della collezione andarono perduti.